# IIFA Award/Beste Hauptdarstellerin
Die Gewinner des IIFA Best Actress Award waren:
| Jahr | Darstellerin     | Film                   | Deutscher Titel                          |
| ---- | ---------------- | ---------------------- | ---------------------------------------- |
| 2000 | Aishwarya Rai    | Hum Dil De Chuke Sanam | Ich gab Dir mein Herz, Geliebter         |
| 2001 | Karisma Kapoor   | Fiza                   | —                                        |
| 2002 | Tabu             | Chandni Bar            | —                                        |
| 2003 | Aishwarya Rai    | Devdas                 | Devdas – Flamme unserer Liebe            |
| 2004 | Preity Zinta     | Kal Ho Naa Ho          | Lebe und denke nicht an morgen           |
| 2005 | Rani Mukerji     | Hum Tum                | Ich & Du – Verrückt vor Liebe            |
| 2006 | Rani Mukerji     | Black                  | —                                        |
| 2007 | Rani Mukerji     | Kabhi Alvida Naa Kehna | Bis dass das Glück uns scheidet          |
| 2008 | Kareena Kapoor   | Jab We Met             | Jab We Met – Als ich Dich traf           |
| 2009 | Priyanka Chopra  | Fashion                | —                                        |
| 2010 | Kareena Kapoor   | 3 Idiots               | 3 Idiots                                 |
| 2011 | Anushka Sharma   | Band Baaja Baaraat     | Die Hochzeitsplaner – Band Baaja Baaraat |
| 2012 | Vidya Balan      | The Dirty Picture      | —                                        |
| 2013 | Vidya Balan      | Kahaani                | —                                        |
| 2014 | Deepika Padukone | Chennai Express        | Chennai Express                          |
| 2015 | Kangana Ranaut   | Queen                  | —                                        |
| 2016 | Deepika Padukone | Piku                   | —                                        |
| 2017 | Alia Bhatt       | Udta Punjab            | —                                        |
| 2018 | Sridevi          | Mom                    | —                                        |
| 2019 | Alia Bhatt       | Raazi                  | —                                        |